# アジアソフトテニス選手権
アジアソフトテニス選手権 (英: Asian Soft Tennis Championships) は、アジアソフトテニス連盟 (英: Asian Soft Tennis Federation、略称：ASTF) によって4年ごとに開催される、ソフトテニスのアジア選手権である。1955年から1973年まで開催されたアジア選手権とは異なる大会である。

## 概要
悲願であるアジア競技大会への参加を睨んで創設された。第1回大会は1988年に名古屋市で開催されている。以降、1992年に第2回大会がインドネシア（ジャカルタ）、1996年は第3回大会がタイ（バンコク）、2000年には第4回大会が日本（佐賀市）、2004年には第5回大会がタイ（チェンマイ）、2008年には第6回大会が韓国（ムンギョン）、2012年11月には第7回大会が台湾（嘉義市）で開催された。。第8回大会が2016年11月に千葉市蘇我で開催。第9回大会が2020年タイチェンマイで開催予定だったがコロナウィルスの流行により2021年に延期された。

## 種目
- 男子国別対抗団体戦（2ダブルス　1シングルスの点取り戦）
- 女子国別対抗団体戦（2ダブルス　1シングルスの点取り戦）
- 男子ダブルス
- 女子ダブルス
- ミックスダブルス（第5回大会より実施）
- 男子シングルス（第2回大会より実施）
- 女子シングルス（第2回大会より実施）

## 開催地
| Edition | Year | Host City  | Host Country | Events | Court        |
| ------- | ---- | ---------- | ------------ | ------ | ------------ |
| 9       | 2020 | チェンマイ | タイ         | 7      | ハード       |
| 8       | 2016 | 蘇我       | 日本         | 7      | 砂入り人工芝 |
| 7       | 2012 | 嘉義       | 台湾         | 7      | ハード       |
| 6       | 2008 | ムンギョン | 韓国         | 7      | クレー       |
| 5       | 2004 | チェンマイ | タイ         | 7      | ハード       |
| 4       | 2000 | 佐賀       | 日本         | 6      | 砂入り人工芝 |
| 3       | 1996 | バンコク   | タイ         | 6      | ハード       |
| 2       | 1992 | ジャカルタ | インドネシア | 6      | クレー       |
| 1       | 1988 | 名古屋     | 日本         | 4      | インドア     |

## 大会結果

### ダブルス
| 回 | 年     | 男子                         | 女子                       |
| -- | ------ | ---------------------------- | -------------------------- |
| 1  | 1988年 | キムソンス・チャンボンクン   | 李淑恵・李秀媛             |
| 2  | 1992年 | イミョング・ソジョンチョル   | 熊野美由紀・砂本百合子     |
| 3  | 1996年 | 北本英幸・斉藤広宣           | 謝雅萍・陳秀如             |
| 4  | 2000年 | 平山隆久・土師宗一           | 上沢恵里・裏地美香         |
| 5  | 2004年 | キムジェボク・パクチャンソク | 玉泉春美・上嶋亜友美       |
| 6  | 2008年 | イ・ヒョンス・ヤン・チンハン | 上原絵里・平田清乃         |
| 7  | 2012年 | 賴立煌・何孟勳               | キム・エギョン・チュ・オク |
| 8  | 2016年 | 船水颯人・上松俊貴           | 中川瑞貴・森原可奈         |

### シングルス
| 回 | 年     | 男子           | 女子               |
| -- | ------ | -------------- | ------------------ |
| 2  | 1992年 | 廖南凱         | チョンスンファ     |
| 3  | 1996年 | イミョング     | キムキョンジャ     |
| 4  | 2000年 | バンジュンハン | パクヨンヒ         |
| 5  | 2004年 | 林舜武         | 渡邉梨恵           |
| 6  | 2008年 | キム・ドンフン | キム・キョンリョン |
| 7  | 2012年 | キム・ドンフン | 杉本瞳             |
| 8  | 2016年 | 内本隆文       | キム・ジヨン       |

### ミックスダブルス
| 回 | 年     | ミックスダブルス           |
| -- | ------ | -------------------------- |
| 5  | 2004年 | 中堀成生・上嶋亜友美       |
| 6  | 2008年 | キムチウン・キムキョンハン |
| 7  | 2012年 | 小林奈央・中本圭哉         |
| 8  | 2016年 | 船水颯人・佐々木聖花       |

### 国別対抗団体戦
| 回 | 年     | 男子団体 | 女子団体 |
| -- | ------ | -------- | -------- |
| 1  | 1988年 | 韓国     | 台湾     |
| 2  | 1992年 | 日本     | 日本     |
| 3  | 1996年 | 韓国     | 韓国     |
| 4  | 2000年 | 日本     | 日本     |
| 5  | 2004年 | 台湾     | 日本     |
| 6  | 2008年 | 韓国     | 韓国     |
| 7  | 2012年 | 日本     | 日本     |
| 8  | 2016年 | 日本     | 韓国     |